# 고스트 맘마
《고스트 맘마》는 1996년에 개봉한 대한민국의 판타지 코미디 영화이다.

## 캐스팅
- 최진실 : 차인주 역
- 김승우 : 윤지석 역
- 박상아 : 서은숙 역
- 권해효 : 변주호 역
- 정혜선 : 장모 역
- 류태호 : 콧털 역
- 전수경 : 강혜경 역
- 김보성 : 특별출연

## 수상
- 1997년 제33회 백상예술대상
  - 영화부문 인기상 - 최진실